# Оровник
Оровник (мкд. Оровник) је насеље у Северној Македонији, у западном делу државе. Оровник припада општини Дебарца.
У атару села Оровник је смештен охридски аеродром. 

## Географија
Насеље Оровник је смештено у западном делу Северне Македоније. Од најближег града, Охрида, насеље је удаљено 9 km северозападно.
Оровник се налази у историјској области Дримкол, која приобално подручје Охридског језера око Струге, на месту истока реке Црни Дрим (порекло имена). Насеље је смештено у источном делу области, где се од Струшког поља на западу уздиже побрђе Горенци ка истоку. Јужно од насеља се налази Охридско језеро. Надморска висина насеља је приближно 730 метара.
Клима у насељу, и поред знатне надморске висине, има жупне одлике, па је пре умерено континентална него планинска.

## Становништво
Оровник је према последњем попису из 2002. године имао 440 становника. 
Већину становништва чине етнички Македонци (99%), а остало су Срби.
Већинска вероисповест је православље.